# Malu Roșu (okręg Prahova)
Malu Roșu – wieś w Rumunii, w okręgu Prahova, w gminie Ceptura. W 2011 roku liczyła 184 mieszkańców.